# Acacia decora
Acacia decora är en ärtväxtart som beskrevs av Heinrich Gustav Reichenbach. Acacia decora ingår i släktet akacior, och familjen ärtväxter. Inga underarter finns listade i Catalogue of Life.

## Bildgalleri

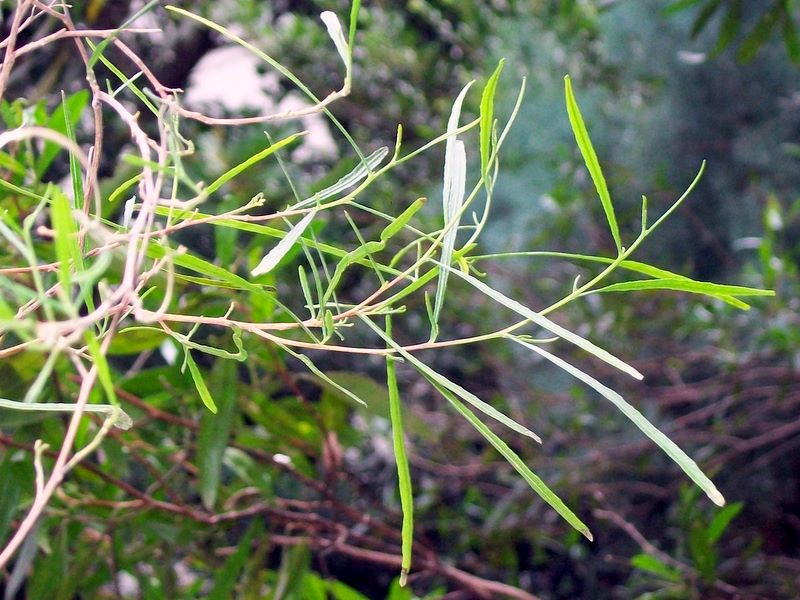